# AKK Velika Gorica
Auto i karting klub Velika Gorica, hrvatski automobilistički klub iz Velike Gorice. Sjedište je u Klarićima 10. Uspješni članovi iz kluba su Denis Nišević, Jurica Majić, Dejan Dimitrijević i dr.

## Vanjske poveznice
- Racing.hr[neaktivna poveznica]